# Provincia de Cavite
Cavite (Tagalo: Lalawigan ng Kabite; Chabacano: Provincia de Cavite) es una provincia de las Filipinas en el sur del Bahía de Manila. Se encuentra en la provincia en la región de Calabarzón en Luzón 30 kilómetros al sur de Manila. La capital es Imus. Alreredor de Cavite están las provincias de Laguna al oeste y Batangas al sur. Al oeste del Cavite esta el mar de China.
El Cavite tiene una población aproximada de 2,063,161 personas.

## División territorial
Políticamente la provincia de Cavite se divide en 10 municipios y 7 ciudades: Bacoor,  Cavite, Dasmariñas, General Trias, Imus, Tagaytay y Trece Mártires.
Cuenta con 829 barangays. 
Consta de 8 distritos para las elecciones al Congreso.
| Municipio        | Población (2010) | Área (km²) | Código    | N.º de Barangays |
| ---------------- | ---------------- | ---------- | --------- | ---------------- |
| Alfonso          | 48.567           | 66.58      | 042101000 | 32               |
| Amadeo           | 33.457           | 36.92      | 042102000 | 26               |
| Ciudad de Bacoor | 520.216          | 46.17      | 042103000 | 73               |

| - Carmona - Gen. Emilio Aguinaldo - Gen. Mariano Álvarez - Gen. Trias - Indang | - Kawit - Magallanes - Maragondon - Mendez - Naic - Noveleta - Rosario - Silang - Tagaytay - Tanza - Ternate |